# 8766 Нігер
8766 Нігер (8766 Niger) — астероїд головного поясу, відкритий 29 вересня 1973 року.
Тіссеранів параметр щодо Юпітера — 3,215.